# Philopotamus tenuis
Philopotamus tenuis là một loài Trichoptera trong họ Philopotamidae. Chúng phân bố ở miền Cổ bắc.